# Rafael Palomino Kayser
Rafael Palomino Kayser (Jaén, 22 de mayo de 1948) es un Ingeniero Técnico Industrial y político español del Partido Socialista Obrero Español, fundador de la mancomunidad de Municipios del Campo de Gibraltar, Parlamentario andaluz, vicepresidente del Parlamento de Andalucía, y de la Diputación Provincial de Cádiz.

## Biografía
Nació en Jaén en 1948, hijo del poeta y grafista Rafael Palomino Gutiérrez y de Isabel Kayser Segovia. Es hermano del que fue pintor Carmelo Palomino Kayser, ya fallecido.
Comienza la política en Cádiz, donde es elegido secretario general del PSOE y de la UGT en la Linea de la Concepción. En 1979 es elegido concejal de dicho Ayuntamiento, y presidente-fundador de la Mancomunidad de Municipios del Campo de Gibraltar, cargo que ocupa desde 1985 a 1986, donde le pasa el cargo a José Carracao Gutiérrez.
En 1982, es elegido diputado del parlamento de Andalucía, cargo que desempeña hasta 1990. Entre 1986 a 1990 es vicepresidente de la cámara baja, y de la Diputación Provincial de Cádiz.